# Affion Crockett
Affion Crockett es un actor, guionista, bailarín, rapero, comediante, productor de música y creador de vídeos de YouTube. Crockett comenzó su carrera como bailarín a los 10 años.

## Vida y carrera
Crockett fue criado en Francia y Fayetteville, Carolina del Norte. Después de graduarse de la Universidad de Fayetteville, Affion fijó sus sueños en la industria del entretenimiento. Uno de los abuelos de Crockett era sinoestadounidense.
Crockett apareció en Def Comedy Jam en 1996, demostrando su comedia. También ha estado en CSI: NY, NYPD Blue y The District. Apareció en Short Circuitz con Nick Cannon. Fue miembro del juego Wild 'n Out. Apareció en Curb Your Enthusiasm.
El 6 de noviembre de 2012, lanzó su álbum de comedia llamado Watch the Clone que estuvo disponible en iTunes.
Affion vive en Los Ángeles.

## Filmografía
| Cine | Cine                                      | Cine                            | Cine                   |
| Año  | Película                                  | Papel                           | Notas                  |
| ---- | ----------------------------------------- | ------------------------------- | ---------------------- |
| 2000 | Los ángeles de Charlie                    | Bailarín                        |                        |
| 2002 | For the Love of Money                     | Slim                            | Papel menor            |
| 2004 | Compton Cowboy                            |                                 | Papel menor            |
| 2005 | Matthew 26:17                             | Nathanael                       |                        |
| 2005 | Miss Congeniality 2: Armed and Fabulous   |                                 | Papel menor            |
| 2006 | Dead & Deader                             |                                 | Película de televisión |
| 2007 | Universal Remote                          |                                 | Varios papeles         |
| 2008 | The Life and Times of Marcus Felony Brown | Seville                         | Película de televisión |
| 2008 | Swipe                                     | Marcus                          |                        |
| 2008 | Welcome Home Roscoe Jenkins               | Dayquan                         | Papel menor            |
| 2008 | Never Back Down                           | DJ                              | Papel menor            |
| 2008 | Bar Starz                                 | TJ Fykus                        |                        |
| 2008 | Soul Men                                  | Lester                          |                        |
| 2009 | Blokhedz Mission G Animated Web Series    | Flash                           |                        |
| 2009 | Dance movie: despatarre en la pista       | A-Con                           |                        |
| 2009 | Endless Bummer                            | Coco                            |                        |
| 2010 | Freaknik: The Musical                     | Play/Riff/Russel Simmons/Varios | Voz                    |
| 2010 | Dance Fu                                  | Julius Ho                       |                        |
| 2011 | In The Flow with Affion Crockett          | Varios personajes               | Anfitrión              |
| 2011 | Mac & Devin Go to High School             | Capitán Kush                    | Papel menor            |
| 2013 | A Haunted House                           | Ray-Ray                         | Minor Role             |
| 2013 | Baggage Claim                             | Cedric                          |                        |
| 2014 | A Haunted House 2                         | Ray-Ray                         | Papel menor            |
| 2014 | School Dance                              | Entrenador Fontaine             |                        |
| 2015 | El gurú de las bodas                      | Reggie/Drysdale                 | Papel menor            |
| 2015 | Pixels                                    | Sergeant Dylan Cohan            |                        |
| 2016 | Fifty Shades of Black                     | Eli                             |                        |
| 2016 | Brad Neely's Harg Nallin' Sclopio Peepio  | Varios                          | Voz                    |
| 2016 | TripTank                                  | Nasty D / Caller                | Voz                    |